# Amazing Alex

Amazing Alex — гра-головоломка на основі фізики, створена Rovio Entertainment, розробником популярної стратегічної гри-головоломки Angry Birds. Дивовижний Алекс був оголошений генеральним директором Rovio Мікаелем Хедом на телебаченні Yle у травні 2012 року Гра була заснована на Casey's Contraptions, грі, створеній Ноелем Ллопісом із Snappy Touch і Мігелем Анхелем Фріджиналом із Mystery Coconut, права на яку придбала Rovio. Гра включала освітні елементи та оберталася навколо персонажа Алекса, описаного як допитливий хлопчик, який цікавиться конструюванням речей. Мета полягала в тому, щоб створити різні автомати в стилі Руба Голдберга, щоб доставити м'яч у певне місце. Гра була схожа на The Incredible Machine, спочатку випущену в 1993 році
13 квітня 2015 року гру було видалено з App Store і Google Play.

## Ігровий процес
Основна мета гри — стратегічно розмістити побутові предмети, щоб направити м'яч до цілі. Коли об'єкти розміщені, гравець може запустити таймер, і м'яч почне рухатися. Шлях і траєкторія м'яча залежатимуть від розташування об'єктів. Окрім досягнення мети, гравці можуть зібрати до трьох зірок, які розміщуються на рівні. У грі також є спеціальні режими, такі як «Рівні тижня», «Завантажені рівні» та «Мої рівні».

## Рецепція
Гаррі Слейтер з Pocket Gamer присудив грі бронзову нагороду, назвавши її «захоплюючим досвідом», але «порівняно з Angry Birds викликало менше хвилювання».